# Cathedra van de heilige apostel Petrus
Het feest van de (bisschops)zetel van Petrus of Sint-Pieters-Stoel is een religieus feest dat sinds de 4e eeuw te Rome gevierd wordt door christenen. Het verwijst naar de cathedra Petri, het reliek van de cathedra (bisschopszetel) die zich bevindt in de Sint-Pietersbasiliek te Rome of naar de bisschoppelijke zetel waarvan Petrus als de eerste bisschop gezien wordt.
Op dit feest viert men Petrus, de belangrijkste apostel, als eerste bisschop van Rome en paus, het petrusambt. Onderstaand citaat uit een brief van Hiëronymus aan paus Damasus I toont hoe de spirituele interpretatie van Petrus' troon teruggaat tot de vierde eeuw:

Ideō mihi cathedram Petrī et fidem apostolicō ōre laudātam censuī consulendam inde nunc meae animae postulāns cibum, unde ōlim Christī uestīmenta suscēpī. [...] Ego nullum prīmum nisi Christum sequens beātitūdinī tuae, id est cathedrae Petrī, commūniōne consocior. Super illam petram aedificātam ecclēsiam sciō.
(Ik heb besloten om de zetel van Petrus te raadplegen en [dus] het geloof dat door de mond van een apostel geprezen werd. Nu kom ik vragen om voedsel voor mijn ziel, daar waar ik ooit de kledij van Christus aangetrokken heb. [...] Ik volg geen andere prioriteit dan Christus en verbind mezelf met uw zaligheid, d.w.z. met de zetel van Petrus. Op die rots weet ik [immers] dat de Kerk gebouwd is.)
—  Hiëronymus (1910). Epistulae 1-70 (ed. I. Hilberg). CSEL vol. 54, Wenen, para. 1-2; blz. 63-64.